# Lennart Lundell
Kurt Lennart Lundell (ur. 13 grudnia 1953 w Lidköping) – szwedzki zapaśnik walczący w obu stylach. Trzykrotny olimpijczyk. Piąty w Moskwie 1980 (w kategorii 74 kg, w stylu klasycznym), odpadł w eliminacjach w Montrealu 1976 (w kategorii 68 kg, w stylu wolnym) i Los Angeles 1984 (w kategorii 82 kg, w stylu wolnym).
Wicemistrz świata w 1983. Piąty na mistrzostwach Europy w 1976 i 1981. Pierwszy w Pucharze Świata w 1980. Osiem razy na podium mistrzostw nordyckich w latach 1975 – 1983 roku.